# شهرستان کورسکی (سرزمین استاوروپول)
شهرستان کورسکی (به لاتین: Kursky District) یک شهرستان در روسیه است که در سرزمین استاوروپول واقع شده‌است.